# Valley International Airport

i7
i11
i13
Der Valley International Airport (IATA-Code: HRL, ICAO-Code: KHRL) ist der Verkehrsflughafen der amerikanischen Kleinstadt Harlingen im US-Bundesstaat Texas.

## Lage und Verkehrsanbindung
Der Valley International Airport befindet sich fünf Kilometer nordöstlich des Stadtzentrums von Harlingen im Cameron County. Südwestlich des Flughafens verläuft die Loop 499. Der Valley Beaches International Airport ist nicht in den Öffentlichen Personennahverkehr eingebunden, Fluggäste müssen auf Mietwagen, Taxis und ähnliche Angebote zurückgreifen.

## Geschichte
Der Flughafen wurde im Jahr 1941 als Trainingsbasis der United States Army Air Forces eröffnet. Später wurde die Basis von der United States Air Force als Harlingen Air Force Base bezeichnet. Im Jahr 1964 erklärte die Air Force, die Harlingen Air Force Base nicht mehr zu benötigen. Drei Jahre später übernahm die Stadt Harlingen den Flughafen von der Air Force. Im August 1989 erfolgte der erste Spatenstich für ein neues Passagierterminal, welches im März 1991 fertiggestellt wurde.

## Flughafenanlagen

### Start- und Landebahnen
Der Valley International Airport verfügt über drei Start- und Landebahnen, von denen zwei parallel verlaufen. Die längste Start- und Landebahn trägt die Kennung 17R/35L und ist 2530 Meter lang, während die parallele Start- und Landebahn 17L/35R 1813 Meter lang ist. Die Querwindbahn 13/31 ist 2212 Meter lang. Alle Start- und Landebahnen sind 46 Meter breit und mit einem Belag aus Asphalt ausgestattet.

### Terminal
Der Valley Beaches International Airport verfügt über ein Passagierterminal am westlichen Vorfeld. In diesem befinden sich acht Flugsteige, von denen fünf mit Fluggastbrücken ausgestattet sind.

## Fluggesellschaften und Ziele
Der Valley International Airport wird von den Fluggesellschaften American Eagle, Delta Connection, Frontier, Southwest Airlines, Sun Country Airlines und United Express genutzt. Den mit Abstand größten Marktanteil hatte im Jahr 2018 Southwest Airlines, gefolgt von United Express, Sun Country Airlines und United Express. Zusätzlich wird der Valley International Airport von den reinen Frachtfluggesellschaften DHL Aviation und FedEx genutzt.
Es werden ausschließlich Ziele in den Vereinigten Staaten angeflogen, darunter vor allem die großen Drehkreuze in Texas.

## Verkehrszahlen
| Geschäfts- jahr | Fluggastaufkommen |
| --------------- | ----------------- |
| 2018            | 605.977           |
| 2017            | 546.304           |
| 2016            | 518.994           |

1. ↑  Die Geschäftsjahre enden jeweils am 30. September des angegebenen Jahres.

### Verkehrsreichste Strecken
| Rang | Stadt                             | Passagiere | Fluggesellschaft              |
| ---- | --------------------------------- | ---------- | ----------------------------- |
| 01   | Houston–Hobby, Texas              | 160.240    | Southwest                     |
| 02   | Houston–Intercontinental, Texas   | 068.000    | United Express                |
| 03   | Austin, Texas                     | 028.980    | Southwest                     |
| 04   | Minneapolis/Saint Paul, Minnesota | 019.350    | Delta Connection, Sun Country |
| 05   | Dallas–Love, Texas                | 012.780    | Southwest                     |
| 06   | Denver, Colorado                  | 001.790    | Frontier                      |
| 07   | Chicago–O’Hare, Illinois          | 001.210    | Frontier                      |
| 08   | Phoenix–Sky Harbor, Arizona       | 001.040    | k. A.                         |
| 09   | Los Angeles, Kalifornien          | 0.00860    | k. A.                         |
| 10   | Chicago–Midway, Illinois          | 0.00670    | k. A.                         |